# Rally de Tierra Ciudad de Granada
El Rally de Tierra Ciudad de Granada es una prueba de rally que se disputa de manera intermitente en la provincia de Granada (España). Fue puntuable para el Campeonato de España de Rally de Tierra en todas sus ediciones hasta 2019, año que también entró en el calendario el Súper Campeonato de España de Rally. Desde 2021 forma parte de la Copa de España de Rallyes de Tierra.

## Historia
Las primeras ediciones de una prueba en Granada sobre tierra fueron en 1986 y 1987 ambas llevadas por el RACE que por entonces se encargaba además de organizar el campeonato nacional. Juan Carlos Oñoro venció en ambos casos, con un Opel Manta primero y un Lancia Delta S4 después. Pasarían diecisiete años hasta que Granada albergó otra vez una prueba de rally puntuable para el campeonato nacional. Se disputó el 24-25 de septiembre de 2004 y en el mismo Javier Izaguirre a los mandos de un Mitsubishi Lancer Evo VIII se impuso solamente por dos segundos y medio de ventaja sobre Flavio Alonso, segundo clasificado. Dos años después Izaguirre volvería a subirse al podio esta vez acompañando a Amador Vidal ganador de la prueba y Claudio Aldecoa, tercer clasificado. La quinta edición se celebró en 2018 sustituyendo al Rally Costa Tropical en el calendario nacional. Xavi Pons con un Škoda Fabia R5 se impuso con claridad sobre el británico Osyan Price y el vasco Gorka Eizmendi. Al año siguiente la prueba entró también en el calendario del Súper Campeonato de España de Rally que se estrenaba ese mismo año. En la lista de inscritos descató la presencia del francés Sébastien Loeb a los mandos de un Hyundai i20 Coupe WRC, modelo que además se estrenaba en una prueba española. Aunque se llevó la victoria con superioridad no sumó puntos para el campeonato de tierra por lo que Xavi Pons, segundo en la clasificación general, venció en el certamen nacional y se proclamó además campeón por quinta vez.
En 2020 la prueba no pudo llevarse a cabo debido a la pandemia de COVID-19 pero regresó al año siguiente dentro de la Copa de España de Rallyes de Tierra. Juan Carlos Quintana fue el ganador de la séptima edición.

## Palmarés
| Año  | Edición                                | Piloto                | Copiloto                   | Automóvil                  | Series      |
| ---- | -------------------------------------- | --------------------- | -------------------------- | -------------------------- | ----------- |
| 1986 | Rally RACE Granada                     | Juan Carlos Oñoro     | Juanjo Lacalle             | Opel Manta 400             | CERT        |
| 1987 | Rally RACE Granada                     | Juan Carlos Oñoro     | José López Orozco          | Lancia Delta S4            | CERT        |
| 2004 | Rallye de Tierra Ciudad de Granada     | José Javier Izaguirre | Eneko Gómez                | Mitsubishi Lancer Evo VIII | CERT        |
| 2006 | Rally de Tierra de Granada             | Amador Vidal          | Francisco Lema             | Mitsubishi Lancer Evo VIII | CERT        |
| 2018 | 5.º Rallye de Tierra Ciudad de Granada | Xavier Pons           | Rodrigo Sanjuan de Eusebio | Škoda Fabia R5             | CERT        |
| 2019 | 6.º Rallye de Tierra Ciudad de Granada | Sébastien Loeb        | Daniel Elena               | Hyundai i20 Coupe WRC      | CERT, S-CER |
| 2020 | Rallye Ciudad de Granada               | Cancelado             | Cancelado                  | Cancelado                  | CERT        |
| 2021 | 7.º Rallye de Tierra Ciudad de Granada | Juan Carlos Quintana  | Yeray Mújica               | Škoda Fabia R5             | Copa Tierra |
| 2022 | 8.º Rallye de Tierra Ciudad de Granada | Nani Roma             | Álex Haro                  | Volkswagen Polo GTI R5     | Copa Tierra |